# Nosographie
Nosographie (abgeleitet von altgriechisch νόσος nosos „Krankheit“, „Schädigung“, und γραφειν graphein „schreiben“), auch (klinische) Krankheitsbeschreibung bedeutet die Beschreibung von Krankheitszuständen möglichst ohne Bewertung im Gegensatz zur Nosologie, bei der es sich um die systematische Bewertung der „reinen Beschreibungen“ handelt. Nosographie und Nosologie stellen somit zwei unter sich gegensätzliche Grenzbegriffe dar. Beschreibung kommt nicht ganz ohne Bewertung aus und Nosographie daher nicht ganz ohne Nosologie. Nosographie steht jedoch in der Gefahr, sich indirekt und unbemerkt vorgefasster nosologischer Konzepte zu bedienen, womit der „rein beschreibende“ Standpunkt verlassen wird. Ein rein beschreibender Standpunkt ist leider kaum möglich, wird jedoch aus phänomenologischer Sicht grundsätzlich angestrebt.

## Praktische Vorgehensweise
Nosographie ist aus vorstehenden Gründen die tiefste Ebene medizinischer Diagnostik. Sie geht vom konkreten Einzelfall eines Kranken aus, den es möglichst umfassend und anschaulich aufzunehmen und aufzugreifen gilt. Dies ist Voraussetzung zu einer diagnostischen Begriffsbildung. Beim Diagnostizieren bedient sich ein Arzt der bei anderen Krankheitsfällen gewonnenen Erfahrung, wobei als Zwischenstufen auch Syndrome beschrieben werden können. Eine Sammlung von Erfahrungen erfolgt über die Beschreibung von Syndromen hinaus bis hin zur abstrakten Formulierung bestimmter Krankheitseinheiten und Krankheiten. Die beschreibende Darstellung der Nosographie bezieht alle nosologischen Kriterien der Klassifikation als Standpunkte mit ein, also klinisches Bild, Pathologie, Krankheitsverlauf etc.

## Gefahren extremer Standpunkte
Die klinische Krankheitslehre, die den theoretischen Hintergrund der ärztlichen Tätigkeit darstellt, bewegt sich zwischen zwei verschiedenen Akzentsetzungen. Die eine Akzentsetzung ist das Sammeln von am Einzelfall gewonnenem Erfahrungsmaterial. Der andere Akzent ist die Einordnung dieses Materials in ein System von diagnostisch unterschiedlichen und wohl differenzierten Kategorien. Überwiegt einer dieser beiden Akzente, so ergeben sich diagnostische und therapeutische Gefahren, da die Behandlung von Krankheiten eine möglichst genaue Diagnose voraussetzt. Die Vorgehensweise folgt dem Hauptsatz des kantschen Kritizismus: Anschauungen ohne Begriffe sind blind, Begriffe ohne Anschauungen leer.
- Überwiegen nosographischer Akzentsetzung

Ein Überwiegen nosographischer Akzentsetzung besteht etwa in der Gleichsetzung von Symptomen mit Krankheiten und gipfelt in der „Registrierung ad infinitum“ von Symptomen, vgl. auch die heutige beschreibende Situation der psychischen Symptomatologie. Dieses Übergewicht wird umgangssprachlich verächtlich auch als „diagnostisches Erbsenzählen“ bezeichnet. Auch können allzu subjektive oder auf bestimmte Einzelfälle bezogene Urteile ohne ausreichende methodisch differenzierte Untersuchungsmöglichkeiten mit in die Beschreibung einfließen. Dies ist z. B. der Fall bei der Charcotschen Trias Intentionstremor, Nystagmus, skandierende Sprache. Dieser Symptomenkomplex wurde von Jean-Martin Charcot (1825–1893) als typisch für Multiple Sklerose angesehen. Sie trägt daher den Namen Charcot-Krankheit. Die Trias wird jedoch heute nicht mehr als den geläufigen Erscheinungsformen der Erkrankung angemessen angesehen, da die Erkrankung inzwischen im Verlauf von über hundert Jahren eingehender untersucht wurde. Obwohl bereits Charcot die ihm bekannten Krankheitsfälle anatomisch-pathologisch untersuchte und auf diese Weise glaubte, Prädilektionssorte des Befalls in Gehirn gefunden zu haben, wird die der Trias zugrundeliegende Lokalisierbarkeit gestörter Hirnfunktionen eher als Zufallsbefund angesehen, da die Krankheitsherde über das Nervensystem zu unregelmäßig gestreut sind.
- Überwiegen nosologischer Akzentsetzung

Als Überwiegen nosologischer Akzentsetzung muss das vorschnelle Diagnostizieren und das Verwenden vorgefasster nosologischer Konzepte ohne ausreichende Untersuchung angesehen werden. Dieses Übergewicht wird umgangssprachlich als diagnostisches Etikettieren bezeichnet.

## Weiterführende Literatur
- Knut Faber: Nosography. The evolution of clinical medicine in modern times. 2. Auflage. New York 1930.